# Desmopuntius
Desmopuntius ist eine Gattung kleiner südostasiatischer Karpfenfische (Cyprinidae). Die Gattung wurde im November 2013 durch den Schweizer Ichthyologen Maurice Kottelat für acht Arten südostasiatischer Barben aufgestellt, die vorher der Gattung Puntius zugeordnet wurden. Die Gattungsbezeichnung Desmopuntius setzt sich aus dem griechischen Wort für Sträfling (δεσμὦτης („desmotes“)) und Puntius zusammen und nimmt Bezug auf die an Sträflingskleidung erinnernde Streifenzeichnung der Fische.

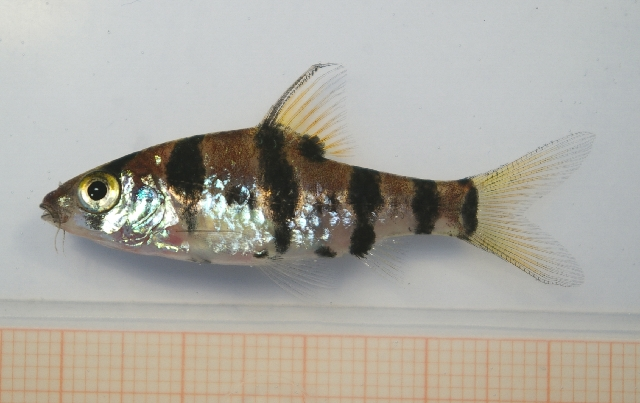
Foerschs Barbe

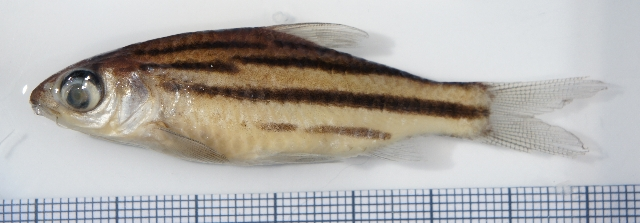
Linienbarbe

## Merkmale
Desmopuntius-Arten unterscheiden sich von anderen früher Puntius zugeordneten südostasiatischen Barben durch ihre aus 4 bis 6 senkrechten, dunklen Streifen bestehende Zeichnung (bei drei Arten nur bei Jungfischen). Der erste Streifen liegt über den Augen, der zweite hinter den Kiemenspalten, der dritte am Beginn der Rückenflosse, der vierte am Beginn der Afterflosse, der fünfte auf der Mitte des Schwanzstiels und der sechste an der Basis der Schwanzflosse. Am vorderen Ende der Rückenflosse zeigt sich oft auch ein schwarzer Fleck. Bei Desmopuntius gemellus, D. johorensis und D. trifasciatus sind die senkrechten Bänder nur bei Jungfischen vorhanden und weichen mit zunehmender Größe einer Zeichnung mit Längsstreifen.
Der letzte unverzweigte Rückenflossenstrahl ist hinten gesägt. Die Seitenlinie ist vollständig und erstreckt sich über 25 bis 27 Schuppen mit Poren. Zwischen den Seitenlinienschuppen und dem Ansatz der Rückenflosse bzw. der Bauchmittellinie zählt man vor der Bauchflossenbasis jeweils 4½ Schuppenreihen. Zwölf Schuppen zählt man rund um den Schwanzstiel. Rostral- und Maxillarbarteln sind vorhanden. Die Lippen sind glatt und dünn. Auf dem ersten Kiemenbogen finden sich 7 bis 11 Kiemenrechen.
Von der Gattung Puntigrus unterscheidet sich Desmopuntius durch den mehr langgestreckter Körper von rötlich-brauner Grundfarbe und schwarzbraunen Querstreifen auf den Körperseiten und die vollständige Seitenlinie.
Desmopuntius-Arten leben in torfigen Sümpfen und in Flüssen und Strömen mit saurem pH-Wert.

## Arten
- Desmopuntius endecanalis (Roberts, 1989) (Zuordnung unsicher)
- Foerschs Barbe (Desmopuntius foerschi, (Kottelat, 1982))
- Desmopuntius gemellus (Kottelat, 1996)
- Sechsgürtelbarbe (Desmopuntius hexazona, (Weber & de Beaufort, 1912))
- Linienbarbe (Desmopuntius johorensis) (Duncker, 1904)
- Fünfgürtelbarbe (Desmopuntius pentazona, (Boulenger, 1894))
- Rhombenbarbe (Desmopuntius rhomboocellatus, (Koumans, 1940))
- Desmopuntius trifasciatus (Kottelat, 1996)